# Моро, Жан-Клод (хоккеист на траве)
Жан-Клод Моро (фр. Jean-Claude Moraux; род. 1 апреля 1951, Схарбек) — бельгийский хоккеист на траве, полевой игрок; тренер. Участник летних Олимпийских игр 1972 и 1976 годов.

## Биография
Жан-Клод Моро родился 1 апреля 1951 года в бельгийском городе Схарбек.
Играл в хоккей на траве за «Уккел».
В 1972 году вошёл в состав сборной Бельгии по хоккею на траве на летних Олимпийских играх в Мюнхене, занявшей 10-е место. Играл в поле, провёл 5 матчей, мячей не забивал.
В 1976 году вошёл в состав сборной Бельгии по хоккею на траве на летних Олимпийских играх в Монреале, занявшей 9-е место. Играл в поле, провёл 6 матчей, мячей не забивал.
В 1978 году участвовал в чемпионате мира в Буэнос-Айресе, где бельгийцы заняли 14-е место. Забил 1 мяч.
После окончания игровой карьеры стал тренером. В 1998 году привёл «Хераклес» из Лира к золотым медалям чемпионата Бельгии.